# 로렌초 다 브린디시

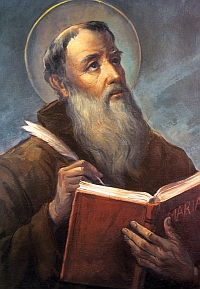

로렌초 다 브린디시(이탈리아어: Lorenzo da Brindisi, 라틴어: Laurentius de Brundisiis 라우렌티우스 데 브룬디시스[*], 1559년 ~ 1619년)는 나폴리의 신부이며 교회학자이다.

## 행적
체사레 데 로시는 나폴리(Napoli) 왕국의 브린디시 태생으로 그곳의 콘벨투알 회원으로부터 교육을 받았으나, 16세 때에 카푸친회에 입회하여 라우렌티우스(Laurentius, 또는 라우렌시오)란 수도명을 받았다. 그는 신학, 철학, 성서, 그리스어, 히브리어 등 수 개 국어를 파도바(Padova) 대학에서 연구한 뒤에 사제로 서품되었고, 북 이탈리아를 순회하면서 복음을 선포하였다.
그는 수도회의 여러 고위직을 맡았으나 유대인 개종을 위하여 주로 활동하였다. 또한 그는 독일로 파견된 적도 있으며, 프라하(Prague)와 빈(Wien) 그리고 고리지아에 수도원을 세우기도 하여 이 수도원이 후일에는 보헤미아(Bohemia), 오스트리아 그리고 스티리아 관구로 발전케 하였다. 그는 루돌프 2세의 요청을 받고 독일 군사지도자들을 격려하여 터키인들과 싸우게 하는 한편, 자신도 종군신부가 되어 전투에 참가하였다. 1602년 그는 카푸친회의 총장으로 선출되었고, 또 필립 3세를 설득하여 가톨릭 연맹을 만들려는 황제의 의향에 따라 에스파냐로 파견되었을 때 마드리드에도 수도원을 세웠다.
그는 외교적, 정치적 문제가 있을 때마다 황제 혹은 교황의 특사로서 활약하여 큰 공을 세웠다. 그러는 중에도 그는 수많은 저서를 남겼는데, 특히 유명한 것은 창세기와 에제키엘서의 주석서이다. 그는 1881년 교황 레오 13세에 의해 시성되었고, 1959년에 요한 23세에 의하여 교회학자로 선포되었다.